# Nesticella robinsoni
Nesticella robinsoni là một loài nhện trong họ Nesticidae.
Loài này thuộc chi Nesticella. Nesticella robinsoni được Pekka T. Lehtinen & Michael Ilmari Saaristo miêu tả năm 1980.